# Вилла Волконской
Вилла Волконской — загородный дом и парк княгини Зинаиды Александровны Волконской в Риме, ныне официальная резиденция британского посла в Италии.

## История

### Ранняя история
Земли виллы Волконской занимают 11 гектаров на Эсквилинском холме на юго-востоке Рима. Главной достопримечательностью являются развалины 36 арок древнеримского акведука, построенного при императоре Нероне. Водопровод доставлял воду из Субьяко в его Золотой дом и храм Клавдия. Здесь были обнаружены древнеримские могилы. Эта часть Рима оставалась неразвитой в течение длительного времени начиная с раннего Средневековья. В начале XIX века здесь располагались виноградники Камилло Рустичи и Лоренцо Корвини. Рядом располагается знаменитая базилика Сан-Джованни-ин-Латерано.

### Вилла Волконской

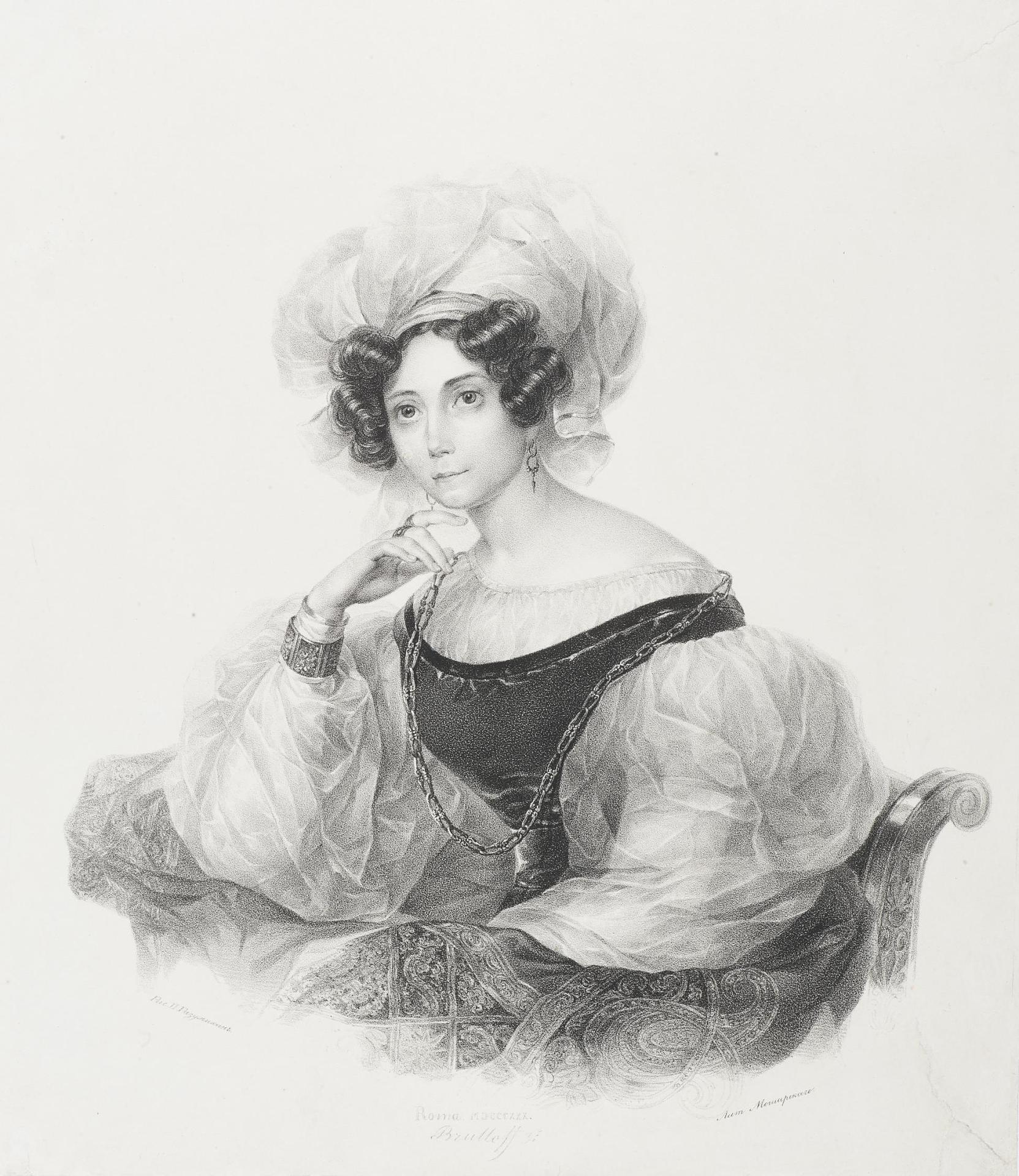
Княгиня Зинаида Волконская. Работа Карла Брюллова.

Вилла некогда принадлежала княгине Зинаиде Александровне Волконской, которая купила землю в пригороде Рима для строительства своей пригородной резиденции в 1830 году после окончательного переезда из Москвы в Рим. В 1830 году, когда Волконская приобрела место для строительства дома, там ещё находились сельские угодья. Рядом располагался древний акведук, который по её настоянию был отреставрирован. Здание было построено римским архитектором Джованни Аззури.
Волконская превратила земли по обе стороны акведука в романтический сад, высадив сотни роз, кустарников и деревьев. Она спланировала дорожки, пруды и две специальные аллеи: Аллею Мёртвых и Аллею Памяти, которые ныне утрачены. Большое количество статуй и других древнеримских артефактов (ваз, амфор и др.) было размещено в саду и встроено в акведук и гроты. Кроме них был небольшой бюст царя Александра I, поставленный на колонне красного гранита, использовавшегося при строительстве его памятной колонны в Санкт-Петербурге. Бюст сохранился до сегодняшнего дня.
В 1834 году в Рим переехал муж Волконской князь Никита Григорьевич Волконский. В 1830-е годы княгиня Волконская вела литературный и музыкальный салон и, хотя Волконские жили в центре Рима у Фонтана Треви, салонные встречи, балы и суаре проходили на их загородной вилле. Здесь бывали Стендаль, Вальтер Скотт, Джеймс Фенимор Купер и Гоголь. Лёжа в гроте сада, Гоголь обдумывал «Мёртвые души». Волконская была близка также с Глинкой и Доницетти. Здесь она позировала Карлу Брюллову.

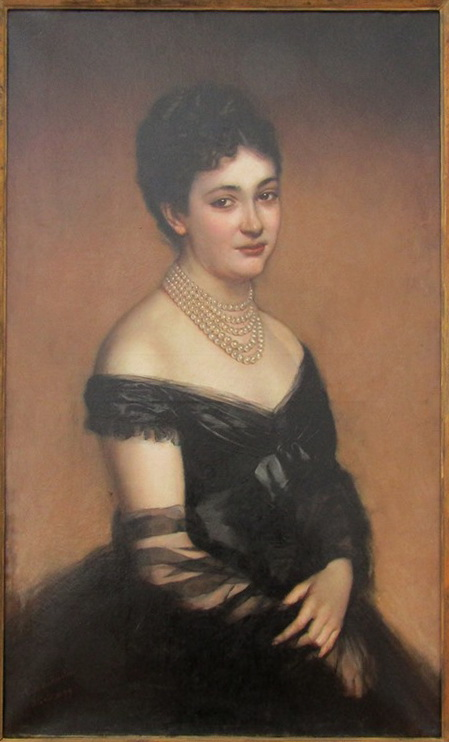
Надежда Кампанари

В 1839 году на вилле Волконской умер 22-летний Иосиф Виельгорский, совоспитанник и адъютант наследника Александра Николаевича, близкий друг Н. В. Гоголя. Умирающего И. М. Виельгорского Волконская перед смертью пыталась обратить в католичество, что возбудило трения между ней и Гоголем. Смерти Виельгорского на вилле Волконской посвящена неоконченная повесть Гоголя «Ночи на вилле».
Княгиня Волконская умерла в 1862 году. Виллу унаследовал её сын Александр, а после его смерти в 1878 году она перешла к маркизе Надежде Васильевне Кампанари (1855—1923) — по рождению Ильиной — которая была удочерена Александром в 1855 году. 

### Вилла Кампанари
Ещё в 1883 году вилла описывалась в путеводителе по Риму как место с красивейшим садом и прекрасными видами. Однако вскоре семья Кампанари продала большую часть земли, воспользовавшись быстрым развитием города. В 1886 году министр образования Руджеро Бонги воспрепятствовал дальнейшему разделу виллы, но сады потеряли свою роскошь, а виды оказались закрыты новыми постройками.
В начале 1890-х годов Кампанари построили новый дом к югу от основной виллы Волконской, который позже сдавался в наём. В 1922 году они продали виллу Германскому правительству.

### XX век
В 1922 году виллу приобрело Германское правительство для посольства и резиденции посла. После освобождения Рима в 1944 году вилла была экспроприирована итальянским правительством. Короткое время там находилось Швейцарская легация (посольство), а затем представительство Красного Креста. 31 октября 1946 года Британское посольство в Риме у Порта Пиа было взорвано членами тайной сионистской группы Иргун. После этого Итальянское правительство предоставило виллу в качестве временного посольства и резиденции. В 1951 году вилла была выкуплена Великобританией. В 1971 году посольство вернулось на прежнее место у Порта Пиа после восстановления, а вилла Волконской стала резиденцией Посла Её Величества. Кроме этого, в соседних зданиях проживают другие дипломаты высшего ранга.

### Современность
В настоящее время вилла также используется для проведения семинаров, встреч и других мероприятий, таких как ежегодное празднование дня рождения королевы, национального праздника Великобритании. Парк Виллы Волконской до сих пор сохраняет многое из того, что было ещё при жизни в ней русской княгини. В нём произрастает около 200 видов деревьев и кустарников.